# Jorge Fernández Granados
Jorge Fernández Granados (31 de octubre de 1965, Ciudad de México) es un poeta, narrador, ensayista, antólogo y traductor mexicano. 

## Semblanza biográfica
Estudió guionismo y literatura en la SOGEM. Becario del Centro Mexicano de Escritores, 1988-89; del INBA, 1991- 92, y del FONCA, 1992-93.

## Obra
Obra poética
- Entretejedura (colectivo), (UAM/Delegación Cuauhtémoc, 1988)
- La música de las esferas (Castillo, 1990)
- El arcángel ebrio (UNAM, 1992)
- Resurrección (Aldus, 1995)
- El cristal (Era, 2000)
- Los hábitos de la ceniza (Joaquín Mortiz, 2000)
- Principio de Incertidumbre (Era, 2007)
- Si en otro mundo todavía, Antología personal (Almadía, 2012)

Narrativa
- El cartógrafo (Cnca, 1996)

Ensayo
- El fuego que camina (DGP-Conaculta, 2014)

Antología
- La fábula del tiempo (Era, 2005), selección de la Obra Poética de José Emilio Pacheco

## Premios
- Premio Literario Nacional de la Juventud "Alfonso Reyes" 1988, por "La música de las esferas"
- Premio Internacional de Poesía "Jaime Sabines" 1995, por "Resurrección"
- Premio Nacional de Poesía Aguascalientes 2000, por "Los hábitos de la ceniza"
- Premio Iberoamericano de Poesía "Carlos Pellicer" 2008 para obra publicada, por "Principio de Incertidumbre"